# Сюэскён
Сюэскён (фр. Suhescun) — коммуна во Франции, находится в регионе Аквитания. Департамент — Атлантические Пиренеи. Входит в состав кантона Пеи-де-Бидаш, Амикюз и Остибар. Округ коммуны — Байонна.
Код INSEE коммуны — 64528.

## География

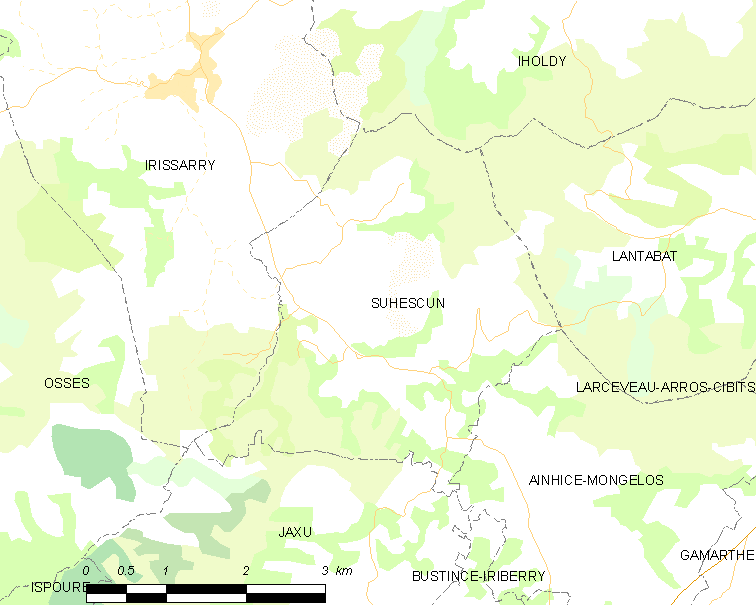
Карта коммуны

Коммуна расположена приблизительно в 690 км к юго-западу от Парижа, в 185 км южнее Бордо, в 70 км к западу от По.

## Климат
Климат тёплый океанический. Зима мягкая, средняя температура января — от +5°С до +13°С, температуры ниже −10 °C бывают редко. Снег выпадает около 15 дней в году с ноября по апрель. Максимальная температура летом порядка 20-30 °C, выше 35 °C бывает очень редко. Количество осадков высокое, порядка 1100 мм в год. Характерна безветренная погода, сильные ветры очень редки.

## Население
Население коммуны на 2010 год составляло 194 человека.
| 1962 | 1968 | 1975 | 1982 | 1990 | 1999 | 2010 |
| ---- | ---- | ---- | ---- | ---- | ---- | ---- |
| 276  | 241  | 219  | 194  | 198  | 205  | 194  |

## Администрация
| Период | Период | Фамилия       | Партия | Примечания |
| ------ | ------ | ------------- | ------ | ---------- |
| 1995   | 2008   | Бенья Элисе   |        |            |
| 2008   | 2020   | Рене Эчеманди |        |            |

## Экономика
В 2010 году среди 119 человек трудоспособного возраста (15-64 лет) 92 были экономически активными, 27 — неактивными (показатель активности — 77,3 %, в 1999 году было 71,2 %). Из 92 активных жителей работали 87 человек (53 мужчины и 34 женщины), безработных было 5 (1 мужчина и 4 женщины). Среди 27 неактивных 6 человек были учениками или студентами, 14 — пенсионерами, 7 были неактивными по другим причинам.

## Достопримечательности
- Церковь Св. Лаврентия (XV век)[4]
- Придорожный крест (XVIII век). Исторический памятник с 1973 года[5]
- Протоисторическая стоянка. Исторический памятник с 1982 года[6]

## Фотогалерея

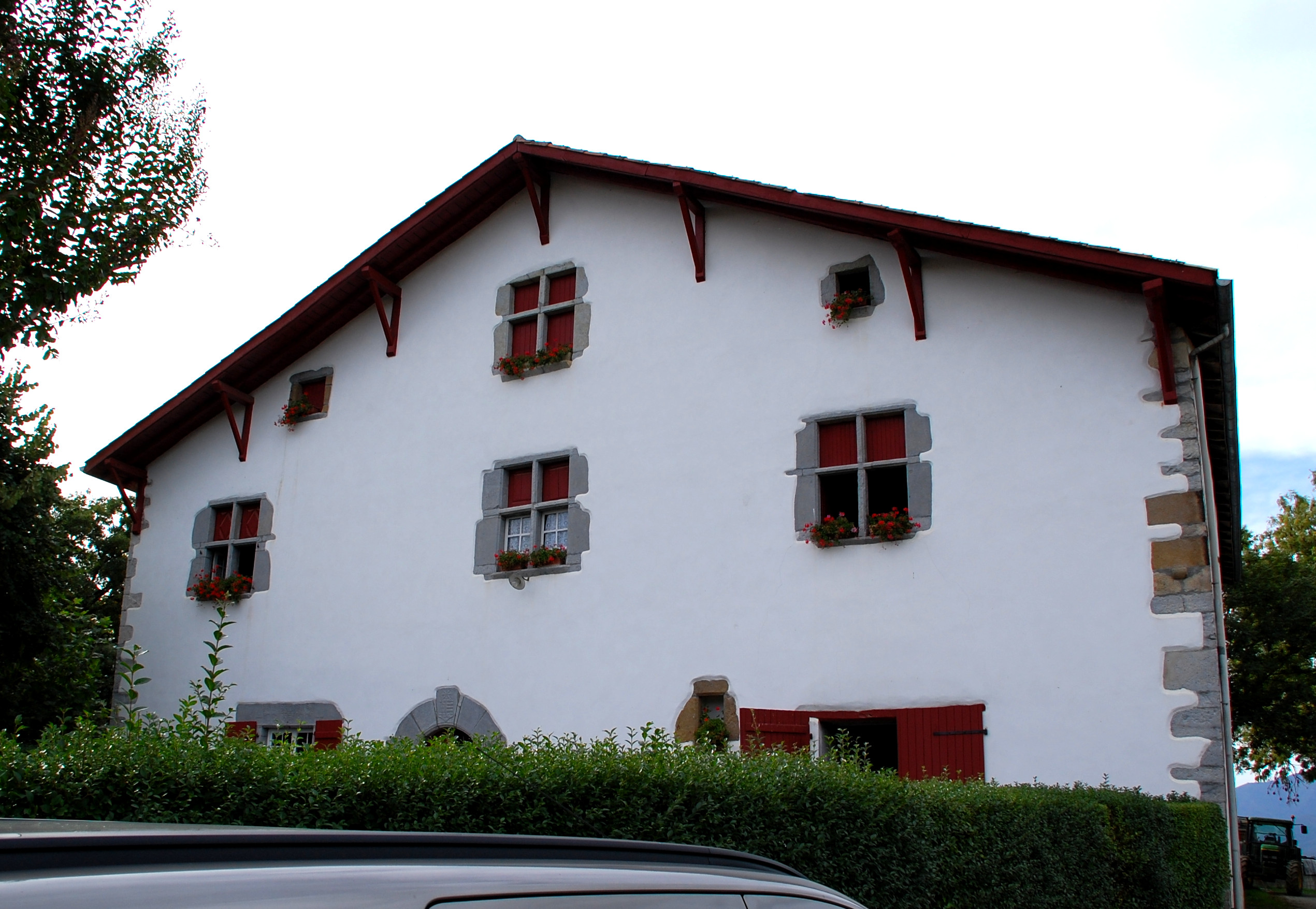
Ферма
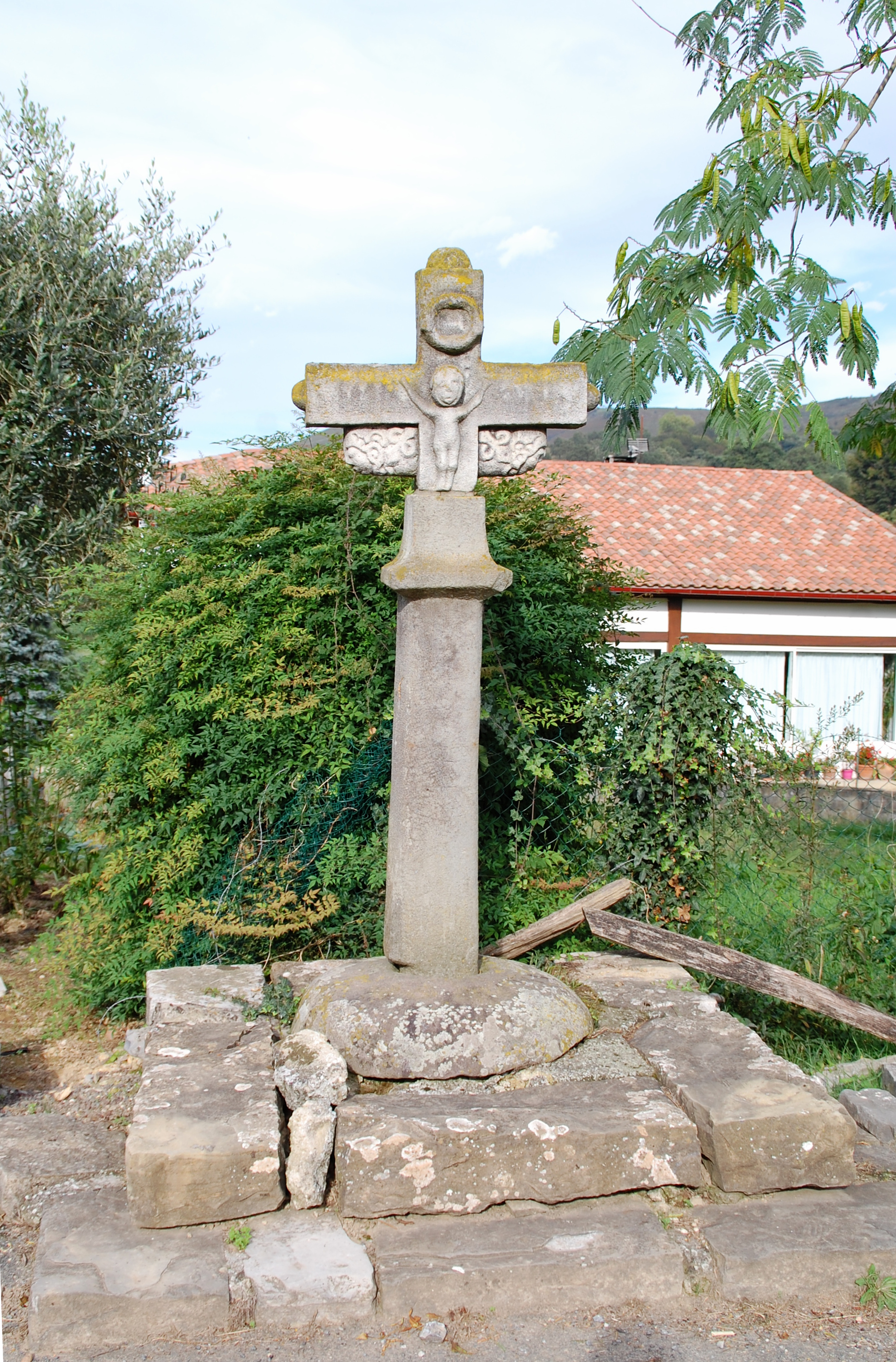
Придорожный крест
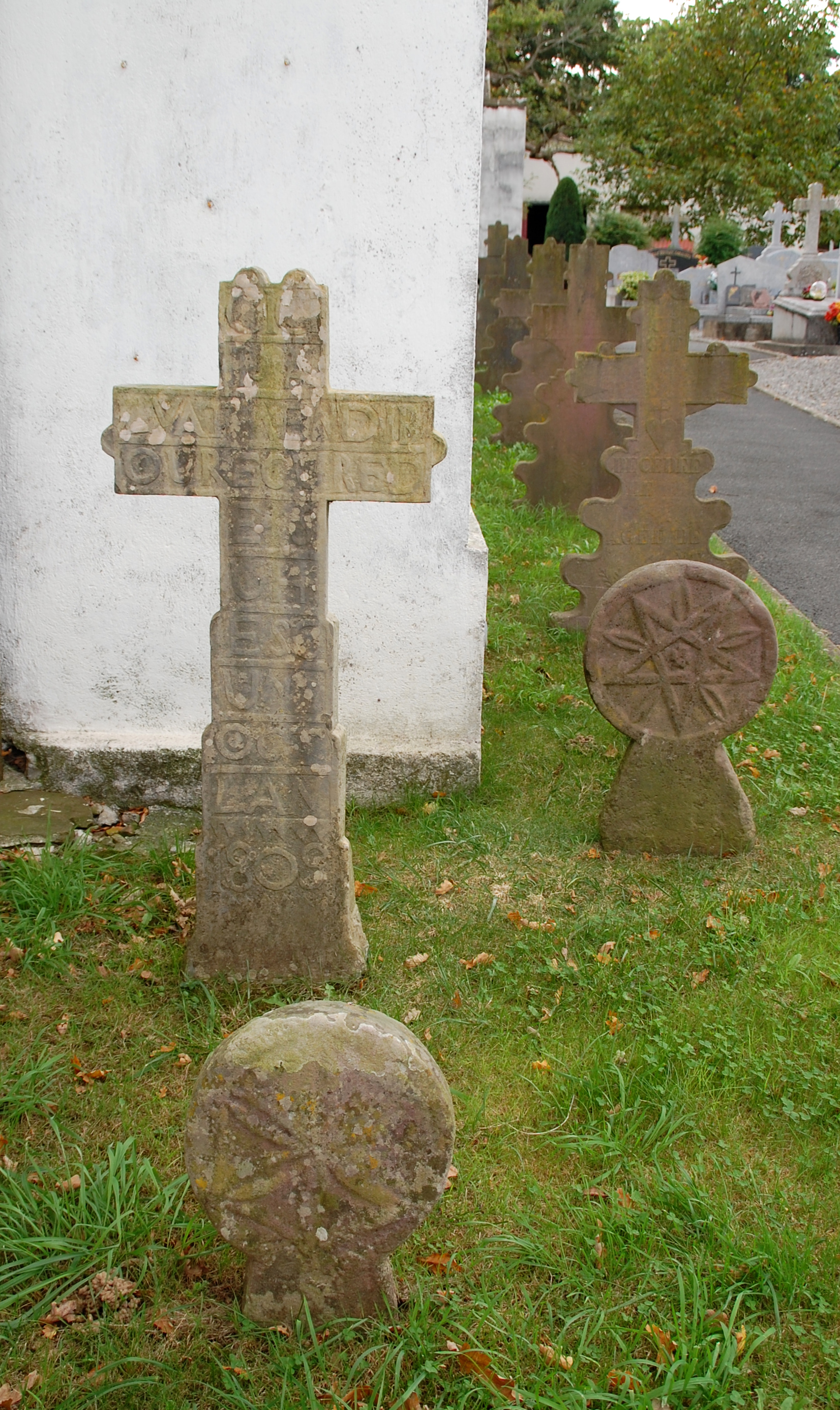
Крест и баскские стелы на кладбище
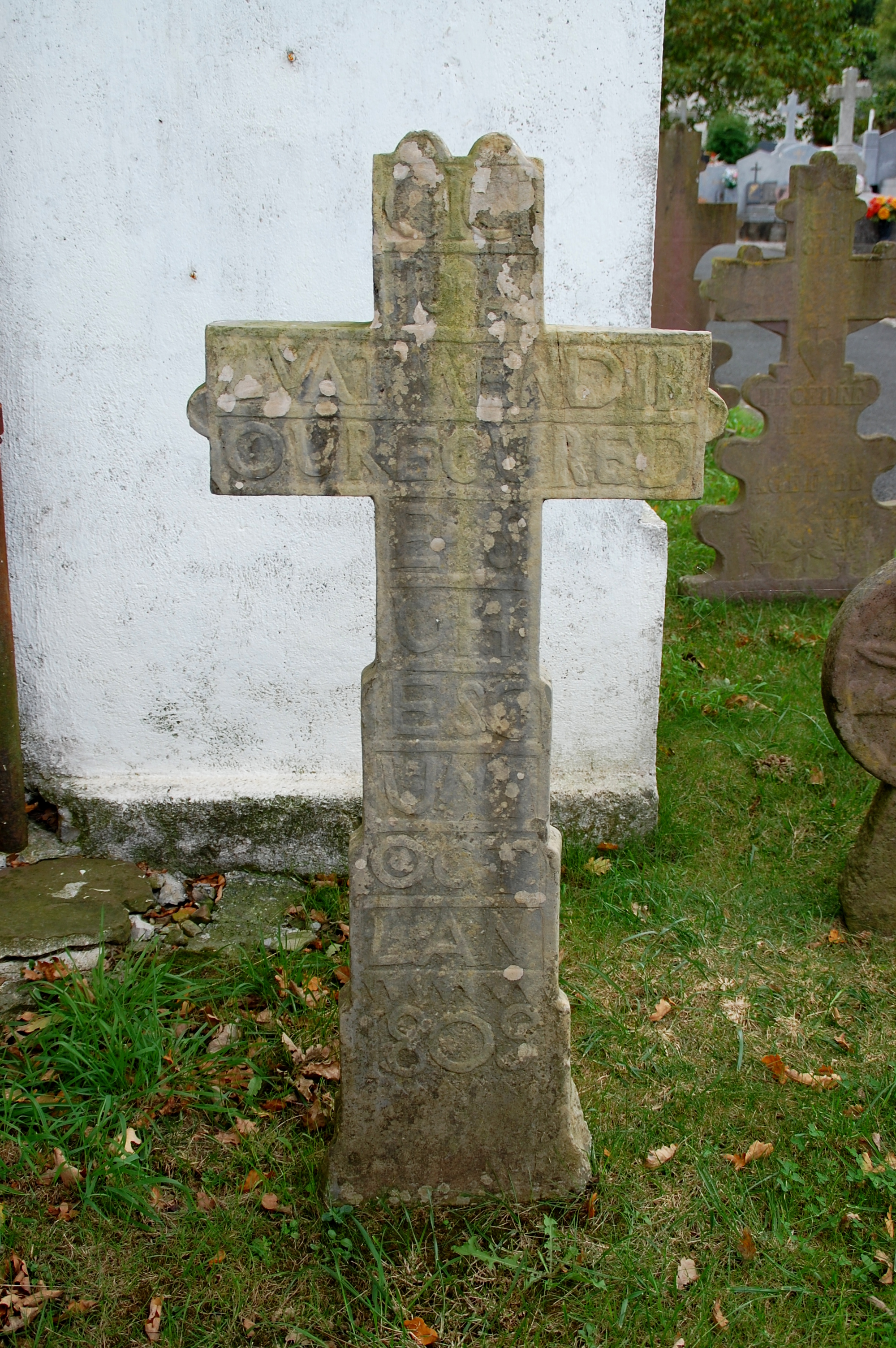
Крест 1809 года на кладбище
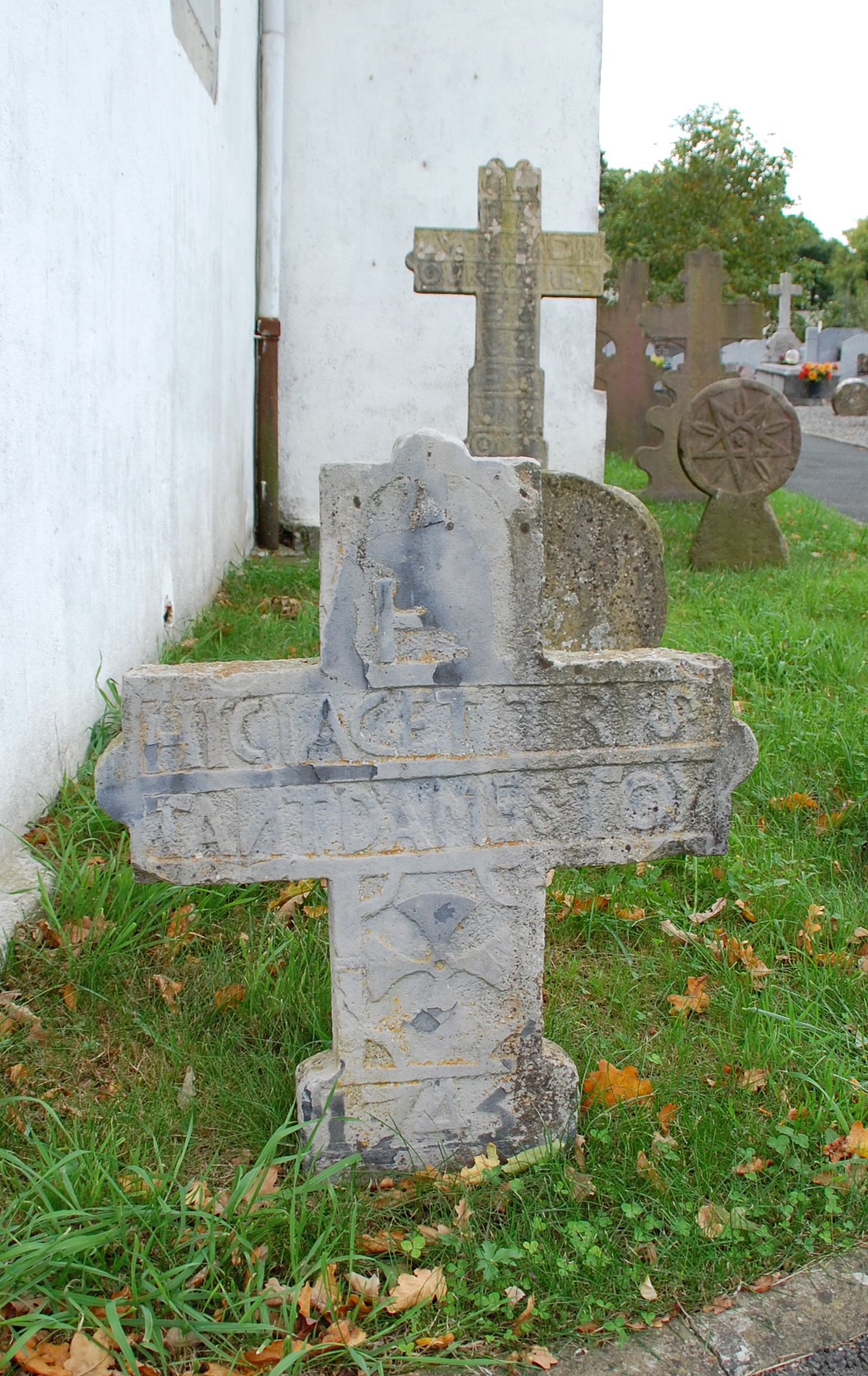
Крест 1743 года на кладбище
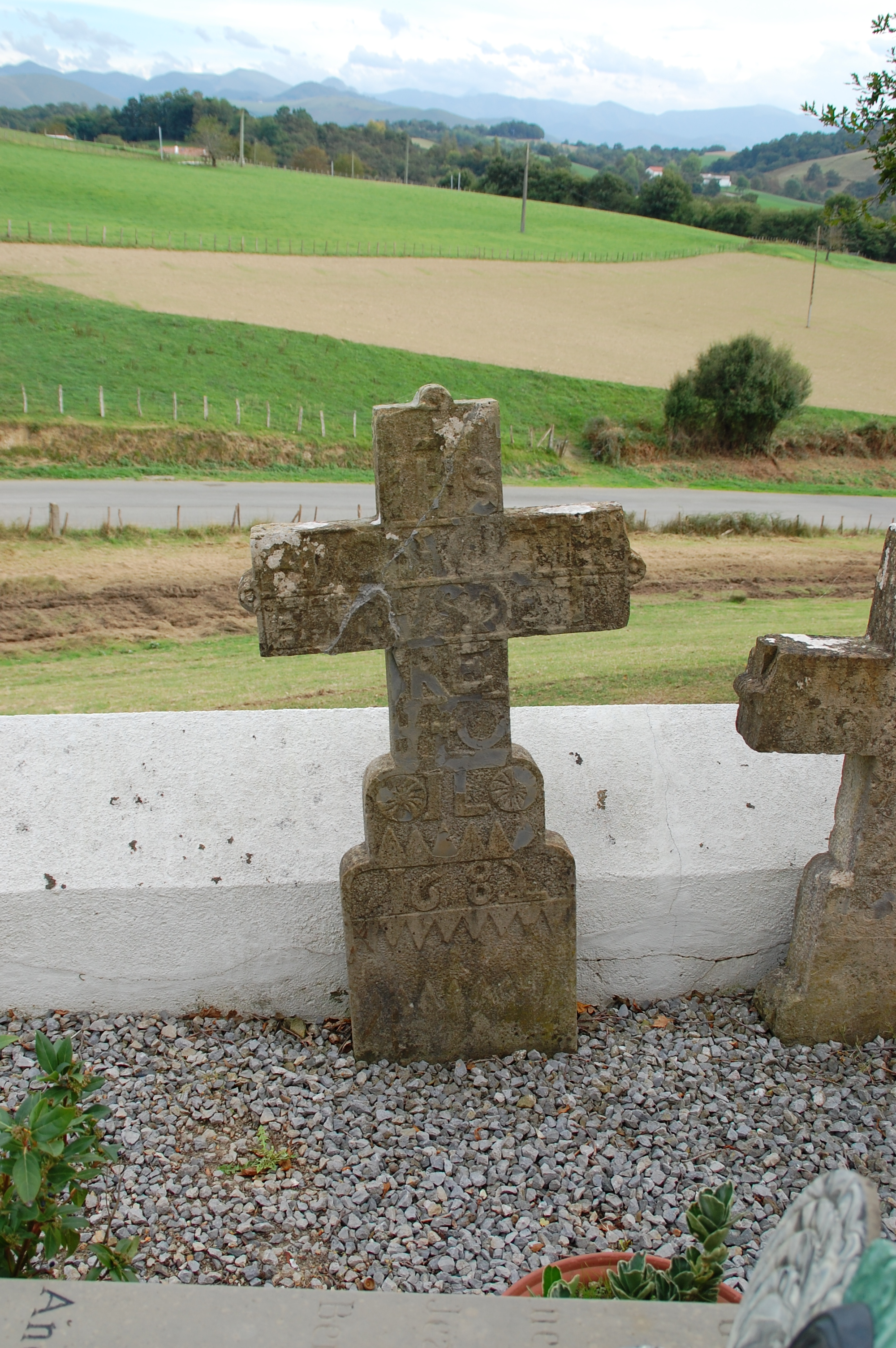
Крест 1682 года на кладбище